# リード (フリゲート)
| USS Reid FFG-30 |                                                                           |
| 艦歴            |                                                                           |
| 発注            | 1978年1月23日                                                             |
| 起工            | 1980年10月8日                                                             |
| 進水            | 1981年6月27日                                                             |
| 就役            | 1983年2月19日                                                             |
| 退役            | 1998年9月25日                                                             |
| 除籍            |                                                                           |
| その後          | トルコ海軍へ移管                                                          |
| 要目            |                                                                           |
| 排水量          | 基準：3,159t                                                              |
| 排水量          | 満載：4,057t                                                              |
| 全長            | 445 ft (136 m)                                                            |
| 全幅            | 45.4 ft (13.8 m)                                                          |
| 吃水            | 22 ft (6.7 m)                                                             |
| 機関            | COGAG方式                                                                 |
| 機関            | LM2500-30 ガスタービンエンジン（20,500shp）×2基                           |
| 機関            | 可変ピッチプロペラ（5翔）×1軸                                             |
| 機関            | 非常用旋回式スラスター（350hp）×2基                                       |
| 最大速          | 29ノット以上                                                              |
| 航続距離        | 4,500海里（20ノット巡航時）                                               |
| 乗員            | 206名（士官13名）                                                         |
| 兵装            | Mk.75 76mm単装速射砲×1基                                                  |
| 兵装            | Mk.38 25mm単装機関砲×2基                                                  |
| 兵装            | Mk.15 20mm CIWS×1基                                                       |
| 兵装            | M2 12.7mm単装機銃×4基                                                     |
| 兵装            | Mk.13 Mod.4 ミサイル単装発射機×1基 *SM-1MR SAM *ハープーン SSM を発射可能 |
| 兵装            | Mk.32 Mod.7 3連装短魚雷発射管×2基                                         |
| 艦載機          | SH-2F シースプライト LAMPS ヘリコプター×1機 ※さらに1機搭載可能            |
| C4ISTAR         | NTDS（JTDS+リンク 11/14）                                                 |
| C4ISTAR         | Mk.92 FCS（SM-1MR、76mm砲用）                                             |
| C4ISTAR         | AN/SQQ-89 ASWCS                                                           |
| センサ          | AN/SPS-49対空捜索レーダー                                                 |
| センサ          | AN/SPS-55対水上捜索レーダー                                               |
| センサ          | AN/SQS-56船底装備ソナー                                                   |
| センサ          | AN/SQR-19曳航ソナー                                                       |
| 電子戦          | AN/SLQ-32(V)2 ESM装置                                                     |
| 電子戦          | Mk.36 デコイ発射装置                                                      |
| モットー        |                                                                           |

リード (英語: USS Reid, FFG-30) は、アメリカ海軍のミサイルフリゲート。オリバー・ハザード・ペリー級ミサイルフリゲートの22番艦。艦名はサミュエル・チェスター・リード (1783 - 1861) に因む。その名を持つ艦としては4隻目。

## 艦歴
リードは1978年1月23日にFY78プログラムの一部としてカリフォルニア州サンペドロのトッド・パシフィック造船所に建造発注され、1980年10月8日に起工する。1981年6月27日に進水し、1983年2月19日に就役した。
1990年8月18日、リードはオペレーション・デザート・シールドにおいて航路変更を拒否したイラクのタンカーに対して最初の射撃を行った。
リードは1998年9月25日に退役し、トルコ海軍に移管、艦名はゲリボル (Gelibolu, F 493) と改められた。
リードは1980年代の間非公式に「リードスキー Reidski」の愛称で呼ばれた。これは艦隊演習においてしばしば「オレンジ」チームの端に位置していたことによる。